# Оренбургское магометанское духовное собрание
Оренбургское магометанское духовное собрание (баш. Ырымбур мосолман Диниә назараты, тат. Ырынбур мөселман диния нәзарәте), также Уфимское духовное магометанского закона собрание, Магометанское духовное управление — первая официальная организация мусульман России, созданная по указу Екатерины II в 1788 году. Была учреждена должность главы российских мусульман — муфтия, кандидатура которого после избрания мусульманским обществом должна была утверждаться императором. Местом собрания была, вопреки названию, Уфа.

## Функции
В ведении Духовного собрания находились: испытание претендентов на приходские должности в знании канонов ислама, надзор за действиями духовенства мусульманского, строительство и ремонт мечетей, заключение браков, имущественные споры, вакуфы, случаи неповиновения детей родителям, правильность исполнения мусульманских обрядов и ведения метрических книг (с 1828) приходским духовенством.
ОМДС было учреждено с целью контроля государства над мусульманским духовенством, кадровый состав которого полностью определялся государством, и для дальнейшего использования официальных исламских институтов в проведении российской политики среди
мусульманского населения как внутри Российской империи, так и за её пределами.
В 1817 г. Александр I подписал указ об образовании Министерства духовных дел, в котором было определено, что муфтий должен избираться мусульманским обществом. Данное положение вошло и в утверждённый в 1836 г. Устав Департамента духовных дел иностранных исповеданий. Однако реально муфтии назначались на
должность императором по представлению министра внутренних дел. Только в сентябре 1889 г. Государственный совет внес соответствующие изменения в законодательство, и обычная практика обрела силу закона.
Кадии ОМДС избирались мусульманским духовенством Казанской губернии, а после 1889 г. — назначались Министерством внутренних дел по представлению муфтия.
ОМДС было высшей инстанцией духовного суда с распорядительными (назначение духовного лица для разбирательства) и контролирующими (отмена решения духовного лица и вынесение окончательного постановления) функциями. Оно руководствовалось своеобразным синтезом норм шариата и общероссийского законодательства. Издание фетв муфтием и кадиями контролировалось губернской администрацией и Министерством внутренних дел. Под давлением властей ОМДС принимало постановления, запрещавшие применение тех положений шариата, которые противоречили законам Российской империи.

## История
ОМДС не имело четкой структуры и отделений на местах. Проекты создания органов среднего звена — губернских Духовных Собраний и мухтасибатов отвергались властями. Так, в 1860-е годах проект реформ Ш. Марджани, направленный на создание местных отделений и централизованной системы мусульманского образования, был отвергнут. Более того, в начале XX в. появились проекты закрытия ОМДС и создания на его месте нескольких духовных управлений.
К 1889 году в ведении ОМДС находилось 4254 прихода, 3,4 млн прихожан обоего пола, 65 ахунов, 2734 хатыба, 2621 мударрис и имам, 2783 муэдзина; к 1912 — 4,5 млн прихожан обоего пола, 5771 приход и 12 341 духовное лицо.
Поддержка ОМДС различных действий правительства зачастую приводила к стремлению национальной татарской элиты взять ОМДС под свой контроль, которое усилилось после назначения в 1915 г. муфтием М. Баязитова, подвергнутого бойкоту татарской элитой.
Сразу после Февральской революции 1917 г. национальные деятели Уфы взяли под контроль ОМДС и сместили муфтия М. Баязитова. Для управления ОМДС была создана комиссия из 16 человек под председательством имама Хабибуллы Ахтямова.

## Структура
- Муфтият: состояла из муфтия, 5—6 казыев, ответственного секретаря, переводчика, столоначальников и писарей;
- Мухтасибат — из 2—5 чел. во главе с мухтасибом (контролером мусульманской общины);
- Мутаваллиат — из муллы, муэдзина и секретаря-казначея при каждой мечети.

## Муфтии, Председатели Оренбургского магометанского духовного собрания
- Мухаммеджан Хусаи́нов — (22.09.1788 — 17.07.1824)
- Габдесаллям Габдрахи́мов — (30.09.1825 — 31.01.1840)
- Габдулвахид Сулейма́нов — (10.06.1840 — 4.08.1862)
- Салимгарей Тевкелев — (28.04.1865 — 2.01.1885)
- Мухамедьяр Султа́нов — (2.01.1886 — 12.06.1915)
- Мухаммат-Сафа Баязитов — (28.07.1915 — 22.03.1917)